# Basílica de San Salvador de Rennes
La basílica de Saint-Sauveur de Rennes (en francés: Basilique Saint-Sauveur de Rennes) es una basílica menor de la Iglesia católica, también conocida como Nuestra Señora de los Milagros y Virtudes , situada en el corazón histórico de la ciudad de Rennes, en Francia. Su fundación, bajo el nombre de Saint-Sauveur, es anterior al siglo XII. Fue ampliada varias veces, reconstruida en la primera década del siglo XVIII y fue la sede de una parroquia durante casi trescientos años hasta la Segunda Guerra Mundial y también posteriormente hasta 2002. Tras varios sucesos calificados de milagrosos ocurridos desde el siglo XIV al siglo XVIII, el culto a Notre Dame se desarrolló en este templo de manera tan importante que culminó con la erección en basílica en 1916. Es de estilo clásico y se caracteriza por su buen mobiliario: el baldaquino del altar principal, el sillón del oficiante principal de hierro forjado, el órgano, así como los numerosos exvotos depositados por los fieles.

## Ubicación
La iglesia está al noroeste del distrito Centro de Rennes, en el corazón del área protegida de la ciudad. Situada en la plaza de Saint-Sauveur, está al final de una bajada desde la Plaza del Parlamento de Bretaña formada por la sucesión de las calles Brilhac, el Hermine y Guesclin. Solamente son visibles las fachadas este y sur; el resto de la iglesia está adjunta a otros edificios menos el presbiterio que, orientado al oeste, da al n.º 2 de la calle Saint-Sauveur. La fachada principal, al este, tiene vistas a la plaza Saint-Sauveur, mientras que la fachada sur se abre hacia la calle Saint-Sauveur y, algo más lejos, al jardín del Hotel Blossac.

## Historia

### Cronología

#### Orígenes

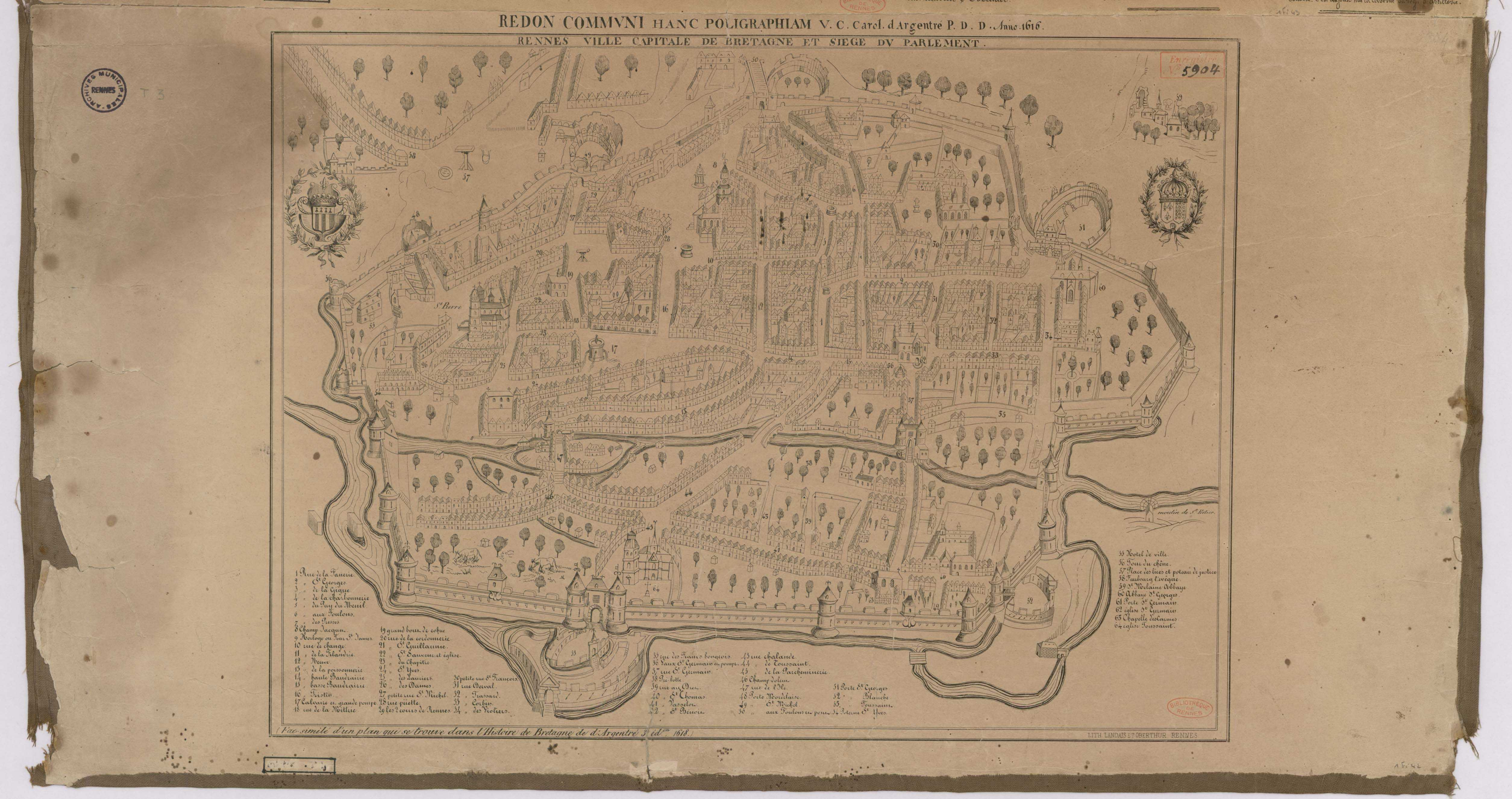
Mapa de Rennes en 1618. La antigua iglesia se indica mediante el número 19. La proyección axonométrica de este mapa, contiene el casco y los principales monumentos identificados por números. La iglesia de San Salvador —con el n.º 19 — aparece al este de la catedral, con la fachada abierta hacia el oeste y una ampliación compuesta por dos niveles: el muro sur comprende una fila de dos arcos en la calle y tres ventanas en el primer nivel. El techo es a dos aguas, coronado por una pequeña campana.

La iglesia actual fue construida a principios del siglo XVIII en sustitución de una capilla cuyos orígenes se confunden con los de la ciudad. Según una de las teorías del historiador rennés Louise Papa, el emplazamiento de esta capilla, en la conjunción del cardo y el decumano, correspondería a la de la basílica civil del templo dedicado a Mars Mullo en el idioma del foro de la ciudad galo-romana de Rennes.
Los primeros registros escritos mencionan una capilla en Saint-Sauveur de Rennes desde el siglo XII. Más adelante se adjuntó a la parroquia de la «Iglesia de Todos los Santos en Rennes». El Capítulo de Rennes donó a la abadesa Mathée de Corcop la Abadía de San Jorge de Rennes en enero de 1230. La iglesia creció al ritmo de la ciudad en los siglos posteriores, con múltiples mejoras en mobiliario y muchas obras de ampliación y rehabilitación como son la construcción de un lucernario, la instalación de nuevos altares, la construcción de un pórtico de la gloria soportando un crucifijo y dos imágenes de santos, así como los pilares de sustentación. Desde el milagro de 1357 (que se detallará más abajo) el culto a Notre Dame se desarrolló de forma particularmente intensa.
Con el crecimiento de la población se hizo patente la necesidad de dividir la parroquia de Todos los Santos, incluyendo Saint-Sauveur que, hasta entonces, funcionaba como co-parroquia. De acuerdo con la petición de los feligreses realizada en 1632, el obispo de Rennes Charles-François de La Vieuville erigió a Saint-Sauveur en iglesia parroquial en 1667. Esta decisión fue confirmada por el Parlamento de Bretaña mediante una sentencia del 7 de octubre de 1667 a pesar de la oposición del rector de «Todos los Santos». En 1670 se fundó una cofradía por iniciativa de San Juan Eudes en honor de «Nuestra Señora de los Milagros y Virtudes y el Santo Corazón de María».

#### Reconstrucción

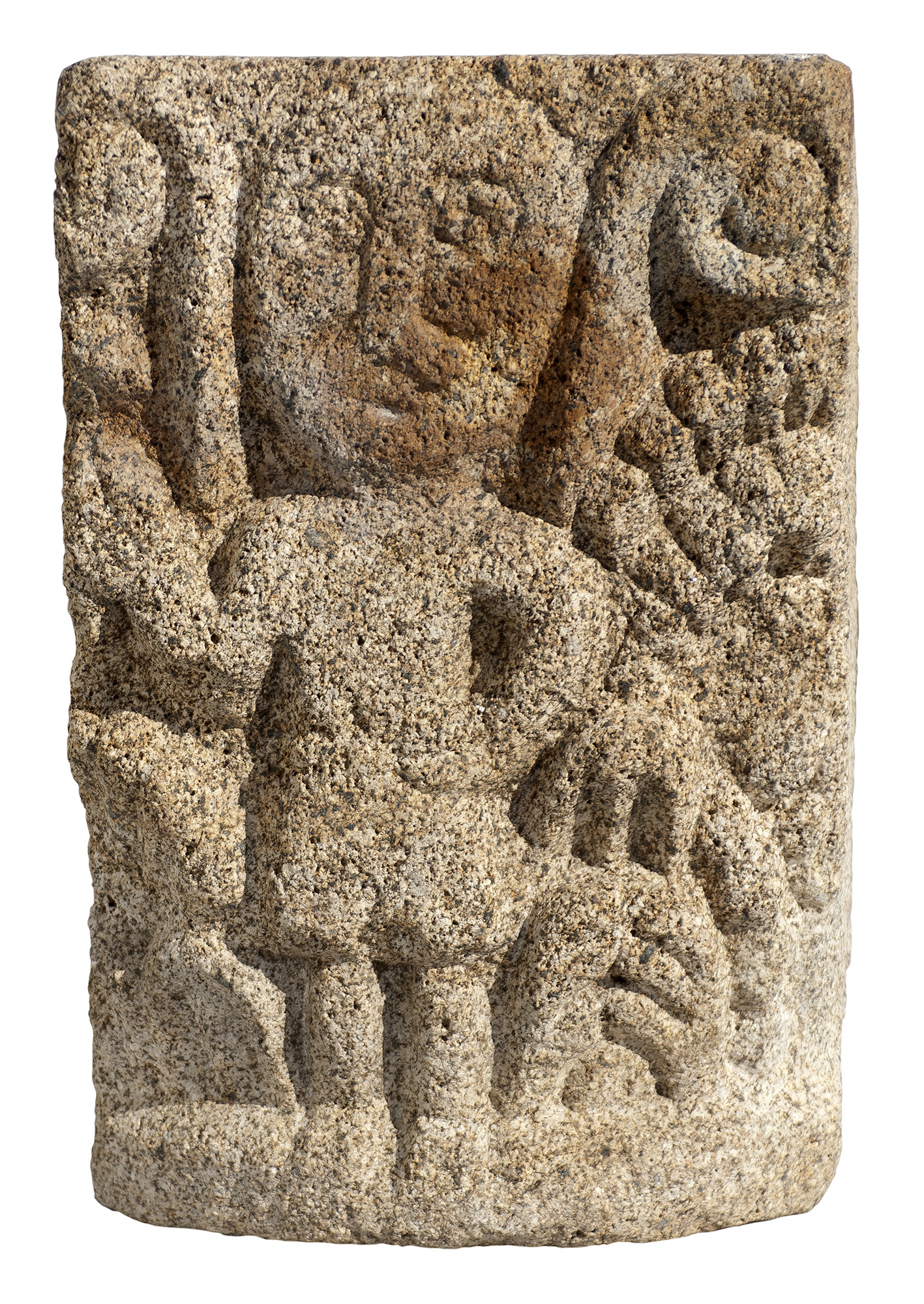
Capitel del de la antigua iglesia que se conserva en el «Museo de Bretaña»

El 7 de marzo de 1682 se derrumbó el hastial oeste del edificio y la iglesia quedó en condiciones inapropiadas para celebrar el culto. Después de algunos meses en que el Santísimo Sacramento se había llevado a la capilla de San Jorge, se reanudó el culto con la iglesia parcialmente derrumbada. El párroco deseaba reconstruir la iglesia. Tardó diecinueve años en conseguir el dinero y comprar las parcelas adyacentes. La primera reunión que se tuvo para relanzar la reconstrucción se llevó a cabo el 12 de julio de 1701. La primera piedra la puso dos años más tarde, el 24 de julio de 1703, el intendente de Bretaña Louis de Bechamel. En 1710 se organizó una «lotería real» en un intento de recaudar 36 000 libras para realizar las obras.
El arquitecto François Huguet, que hizo los planos, había sido responsable de la terminación de las torres de la vecina «catedral de Saint-Pierre de Rennes» y de un edificio cercano, el convento del Hospital de Saint Yves. De acuerdo con el deseo general de la parroquia, y a pesar de los inconvenientes y molestias que suponían las obras de reparación, no se interrumpieron los actos de culto. El arquitecto decidió cambiar la orientación de la nave de la nueva iglesia, es decir de este a oeste, a diferencia de la antigua basílica. Este nuevo enfoque facilitó la apertura de la fachada por la parte inferior a nivel de la plaza, al final de la «Cohue» —en esta plaza hubo un mercado, una «cohue» en el francés de Bretaña, hasta que en 1720 ocupó ese lugar la «rue de Clisson y la plaza Saint-Sauveur»—. El trabajo comenzó por el coro; una vez que se completó, la Misa se celebró allí y se demolió la antigua iglesia. De ella solo permanece un capitel esculpido en un lado con una figura humana de pie del siglo XII que se conserva en el Museo de Bretaña.
La nueva iglesia se consagró el 5 de agosto de 1719 y, mientras tanto, se completaron únicamente el coro (bendecido antes, en el mismo año) y el crucero. El «incendio de Rennes en 1720», que destruyó el mobiliario y fue el motivo de los derrumbes del antiguo techo, no interrumpieron las obras de reconstrucción. La obra principal de la iglesia se terminó en 1728. François Huguet murió en 1730 y varios arquitectos le sucedieron para terminar el edificio. Forestier dit Elder. hizo un cambio significativo en los planos: la desaparición de la «grand place» y de la «Cohue» final que fueron sustituidos por la rue Clisson y la plaza de Saint-Sauveur y la creación de la calle Guesclin, que hizo coincidir con el eje de la iglesia. Todo ello le llevó a rediseñar la fachada con el fin de integrarla en esta nueva perspectiva. También diseñó y realizó las puertas y sus hojas. Sin embargo, por cuestiones económicas y para reducir costes, el resultado final fue menos atractivo y ambicioso que el proyecto de Huguet. Antoine Forestier el Joven hizo los planos y ejecución de la cúpula de la torre, mientras que Daniel Chocat Grandmaison se dedicó a la construcción del campanario en 1741, y sus presupuestos. La actividad de Forestier finalizó en 1758. El altar mayor, que simbolizaba el final de la obra, fue bendecido y dedicado en 1768.

#### Durante la Revolución

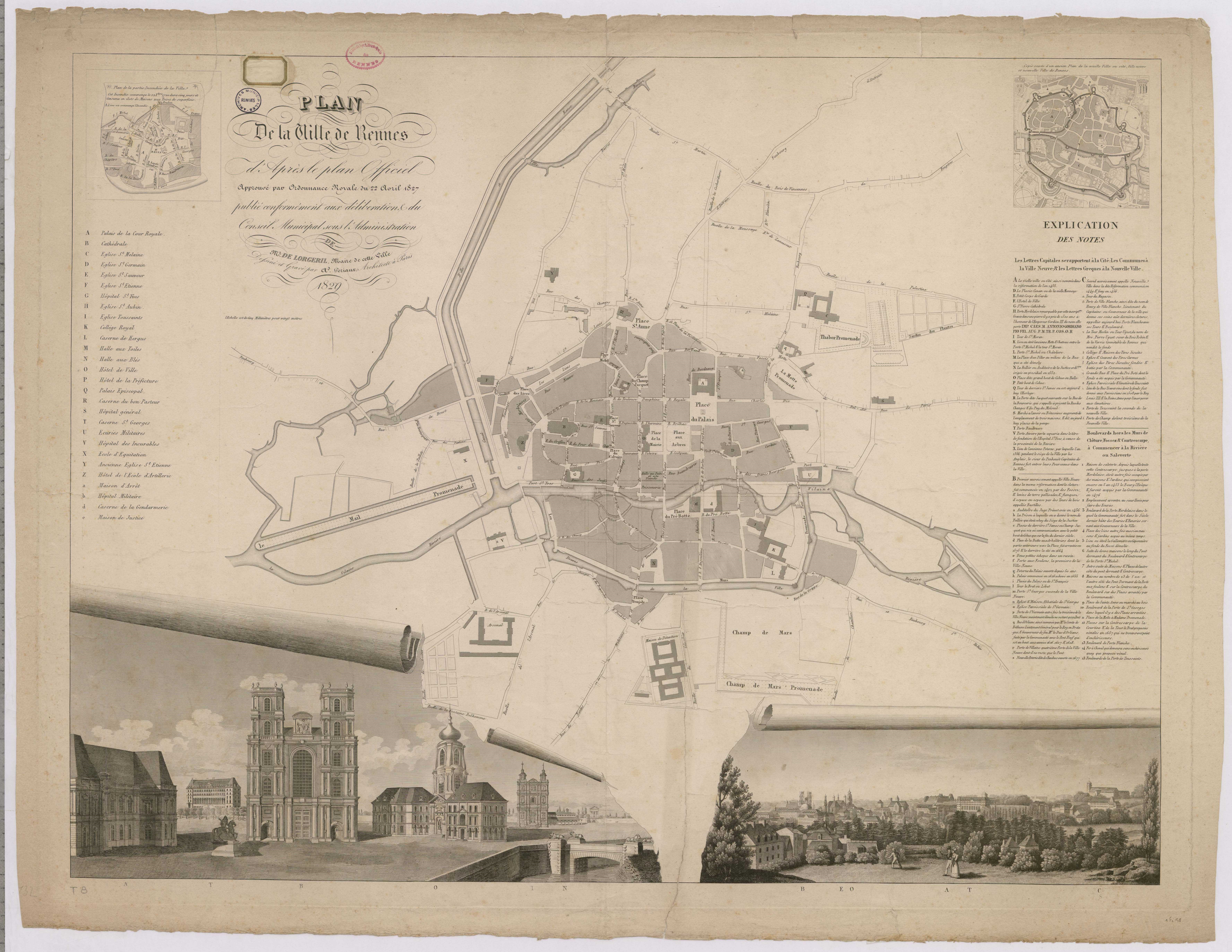
La situación de la iglesia de Saint-Sauveur se indica con la letra E, al este de la catedral.

La Revolución Francesa interrumpió el trabajo de reconstrucción de catedral San Pedro de Rennes destruida en 1768. El obispo constitucional Claude Le Coz fijó la sede episcopal en la iglesia de San Salvador. Con la instauración del Terror y la llegada de Jean-Baptiste Carrier a Rennes el 1  de septiembre de 1793 cesó el culto y Claude Le Coz fue encarcelado. 
La iglesia de San Salvador se convirtió en un Templo de la Razón y «Templo del Ser Supremo» en 1794. La estatua milagrosa de Nuestra Señora fue destruida durante ese período. El edificio se destinó para reuniones públicas y se anunció la confirmación de Juan Leperdit como alcalde después del final del Terror.
En 1795, después de la aprobación del ejercicio público del culto católico por la Convención Nacional, se hizo una petición ciudadana, que no tuvo éxito, para la restauración de la iglesia. Sin embargo, Le Coz, establecido en Rennes, sí obtuvo del «distrito» poder alquilar el edificio el 27 de marzo de 1795 —7 germinal, año III—. En Saint-Sauveur no se volvió oficialmente a abrir al culto hasta el 30 de septiembre de 1802 —8 vendemiaire año XI— por el «Prefecto del Departamento» de Ille-et-Vilaine, Jean-Joseph Mounier.

#### Historia reciente
Durante el siglo XIX se enriqueció el mobiliario con la llegada de un altar mayor (1827–1829), de un cirio pascual en 1846, de un vía crucis en 1860 y del órgano del coro en 1894. El arquitecto Leroux realizó una primera restauración a partir de 1842 para acondicionar el interior y hacer algunos acabados de los elementos que lo necesitaban. Las estatuas de San Pedro y San Pablo, de Jean-Baptiste Vallado, aparecen a una parte y otra del coro. Los altares del Sagrado Corazón, de San Luis y Santa Ana se rehicieron y mejoraron mucho con la incorporación de nuevos retablos. El abad Brune dirigió una segunda restauración a partir de 1870 sobre los altares del transepto. En 1875 creó el altar dedicado a «Nuestra Señora de los Milagros y Virtudes», en el brazo norte. Instaló tres campanas en la torre en 1876. Por último, en 1886, se llevó a cabo una pavimentación de cerámica que reemplazó al enlosado rústico original.
La iglesia tuvo, entre 1832 y 1855, un telégrafo tipo Chappe: en su código de identificación tenía la «posición 4 de Rennes» y el «número 10 de la línea Avranches-Nantes».
Con el renacimiento del culto a «Nuestra Señora de los Milagros», la iglesia fue consagrada el día 12 de octubre de 1912 por el papa Pío X y erigida como basílica menor el día 27 de abril de 1916 por el papa Benedicto XV. Estuvo a disposición de las personas de las fuerzas ocupantes de religión católica durante la ocupación de Rennes. En la actualidad el edificio está registrado como Monumento histórico de Francia desde el 2 de marzo de 1942.

### Milagros

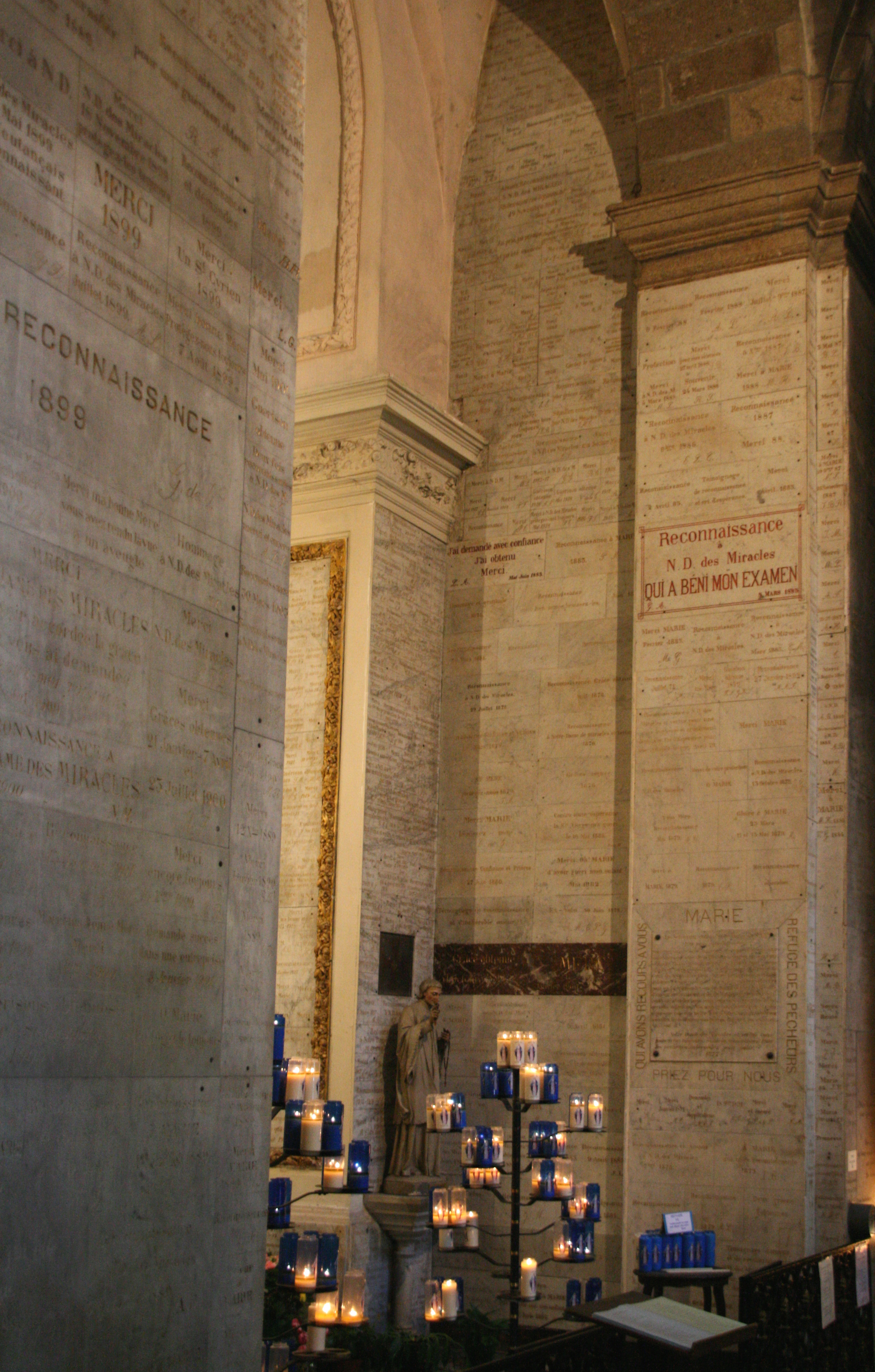
Muros y pilares de la iglesia cubiertos del suelo al techo de ex-voto grabados en mármol. Ex-voto en las paredes cerca de la capilla dedicada a Notre Dame

Hay cuatro historias de milagros, atribuidas a Notre Dame que están muy ligadas a la iglesia y son el motivo de una especial devoción. Según el padre Bernard Heudré, sacerdote mayor de la parroquia en 2013, acerca de esta costumbre: «Esto es un poco molesto, ya que [la gente] se para primero a rezar a la Virgen y pasan después a rezar a Jesucristo. Esto raya en la superstición... En la víspera del período de desorden o periodos de exámenes, hay un aumento significativo de peticiones (de la curación, o de éxito). Eso es comprensible. Cuando se viven enfermedades o cuando se necesita ayuda, se remiten al cielo».
Los muros alrededor de la capilla dedicada a Nuestra Señora están cubiertos de exvotos en forma de placas de mármol grabadas. Los exvotos colgados se prohibieron pero los fieles laicos depositaban flores y se comprometían ante la estatua de la Virgen a realizar algún buena acción si les concedía el favor pedido.

#### Descubrimiento de una galería inglesa empleada durante el sitio de 1357

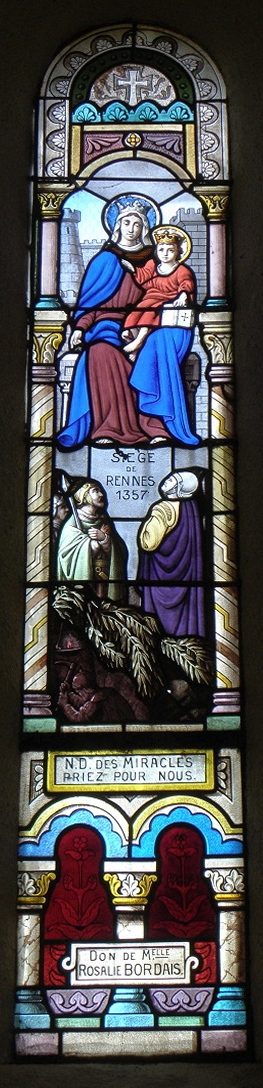
Vidriera de Notre-Dame de Beauvais en Theil-de-Bretagne. Una Virgen y el Niño con la mano derecha indica la ubicación de la mina a los defensores de la ciudad.

Durante la Guerra de Sucesión de Bretaña, mientras Rennes fue sitiada por las tropas inglesas, la ciudad temía un intento de invasión a través de una vía subterránea. Según una tradición popular, en la noche del 8 de febrero de 1357 las campanas de la iglesia comenzaron a sonar y las velas se encendieron espontáneamente. Los defensores de la ciudad descubrieron entonces la imagen de Nuestra Señora que señalaba una losa en el suelo. Al excavar en ese lugar se encontraron con una galería perforada por las tropas británicas para tomar la ciudad; de este modo pudieron rechazar la invasión.
Poco se sabe de otras narraciones diferentes de este suceso y sus fecha varían. Según algunos historiadores, se trataría del asedio de Rennes entre 1356-1357 y el descubrimiento de la mina se atribuye a un ardid del capitán de la ciudad, Guillaume de Penhoët, lo que permitió a los defensores alertar y localizar la galería. El único relato contemporáneo de los hechos —antes de 1387— es «la canción de Bertrand du Guesclin» del juglar Cuvelier. En esa canción épica, cuya objetividad se discute, no se relata nada de la estratagema de Penhoët y ni menciona ningún milagro. El siguiente relato se encuentra en la edición de 1532 de «Chroniques de Bretagne» de Alain Bouchart. Es el milagro en 1343 y brevemente menciona el repique de campanas y el encendido de las velas, pero no el movimiento de la estatua. En 1634 el milagro se reconoció oficialmente por el obispo de Rennes, Pierre Cornulier. Las actas de este reconocimiento no se perdieron sino que se recogieron en un informe del 19 de julio de 1658 de monseñor Enrique de La Mothe-Houdancourt, su sucesor. El año que indicaba era el de 1345 y se citaban los tres hechos. En 1637 el padre Albert Gran refería en «La vie des Saints de Bretagne-Armorique» una historia ligeramente diferente en la que el sacristán descubrió la estatua y previno a los defensores, esta vez en 1356. Por último, una historia en verso, anónimo y sin fecha, que se toma como hecha por el padre Fautrel en su «Histoire de Notre-Dame des Miracles» en 1658. Este poema adelanta la fecha a febrero de 1345 y cita los tres hechos. Las ediciones posteriores de «La vie des Saints de Bretagne-Armorique» retoman este relato del Fautrel.
En la iglesia subsistió un pozo al menos hasta el siglo XV y una piedra habría marcado su localización hasta la rehabilitación del pavimento en 1886. El descubrimiento en el barrio, durante trabajos de pavimentación en 1902, de un subterráneo de características concordantes podría dar algo de verosimilitud a este plan de invasión.

#### Incendio de 1720

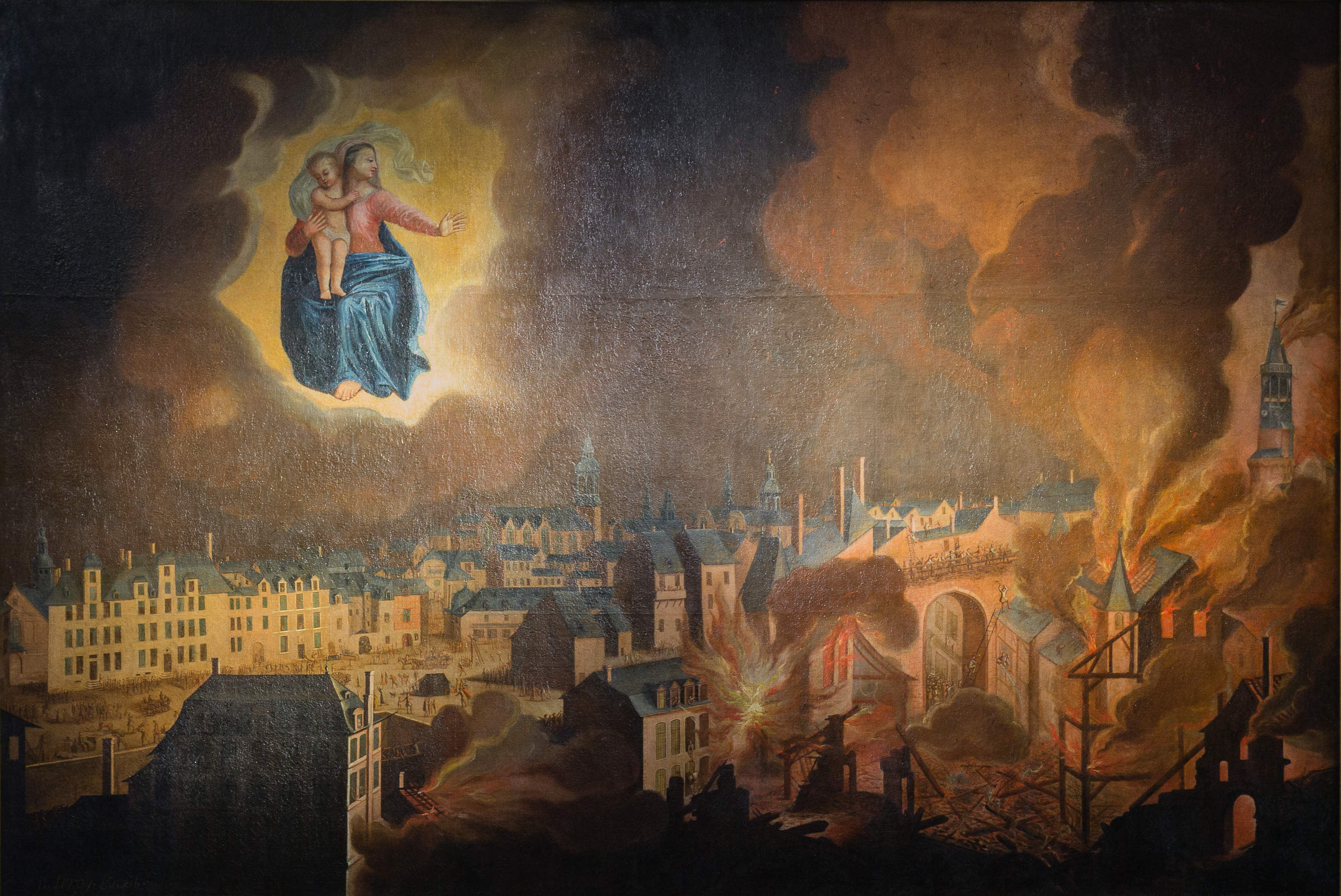
Tabla votiva que representa Notre Dame apagando el fuego.

Cuando ocurrió el incendio de 1720, a pesar del colapso del techo y la destrucción de parte del mobiliario, la estatua de la Virgen fue encontrada intacta. Las personas atribuyeron a la Virgen la detención del fuego. Los habitantes del «barrio de Lices» que se salvaron encargaron como ofrenda votiva la pintura de la Virgen. La acuarela original, de 1721, obra de Jean-François Huguet (hijo del arquitecto) se encuentra en la «Basilique Notre-Dame-de-Bonne-Nouvelle de Rennes». Una ampliación, realizada el mismo año por Leroy la fijó en el pasillo sur de Saint-Sauveur en 1841. Su marco tiene la siguiente leyenda 

Voto hecho a la Virgen de la Bonne Nouvelle por los habitantes de Lices, calles St Louis, St Michel, Place Ste Anne, que se preservaron del incendio desde el 22 de diciembre hasta 30 el mismo mes.

#### Curación de Marie Richelot del 18 de febrero de 1742
Un escrito anónimo relata la curación instantánea de Marie Richelot durante una misa el 18 de febrero de 1742. La joven sufría de la rodilla izquierda desde el 20 de septiembre de 1738. Su ex-voto, una imagen que la representa, se mantiene todavía en la Basílica.

#### Curación de Magdalena Morice en 1761
Las actas de las deliberaciones del párroco mencionan la curación instantánea de Magdalena Morice de la gangrena que tenía en la pierna derecha durante una misa el miércoles de Pascua de 1761. Un informe elaborado a petición de la solicitante se mantiene todavía en los archivos de Porcaro aunque no se ha iniciado ninguna investigación canónica.

## Estatutos y funcionamiento
En 1667 la iglesia Saint-Sauveur, dependiente de la parroquia de Todos los Santos, se convirtió en parroquia por lo que el número de parroquias en Rennes se elevó a diez. La nueva parroquia tenía como nuevos límites al norte la «Porte Saint-Michel» —actual plaza Rally du Baty—, al sur la Vilaine, al este la rue Tristin, cerca del trazado de la actual calle rue de l’Horloge, y al oeste la zona trasera de la «Catedral de San Pedro de Rennes». Esto representa la mitad del primer recinto de Rennes que son cuatro hectáreas totalmente construidas.
En 1713 el obispo Louis-Christophe Turpin Crissé Sanzay hizo una visita episcopal a la parroquia; posteriormente nombró a 22 sacerdotes y esta cifra fue de 13 en 1789. En 1790 los ingresos de la parroquia se dividían de la siguiente manera, —excepto limosnas— : 1383 libras de ingresos y 825 gastos para los sacerdotes; 1781 libras de ingresos y 724 de gastos aceptados por la «Junta de fábricas».
En 1939 la sede de la parroquia se trasladó a la catedral de Rennes y la iglesia Saint-Sauveur conservó solamente su título basilical. Con la reorganización en 2002 de las parroquias de la «Archidiócesis de Rennes, Dol et Saint-Malo», Saint-Sauveur reencontró su sede parroquial entre la catedral y la «Iglesia de Saint-Étienne de Rennes».

### Lista de los curas párrocos
Los datos entre paréntesis indican el comienzo y el fin en el cargo.
- Nicolas Le Febvre (1667-1687)
- Antoine Baudet (1687-1701)
- Louis Méheut (1701-1730)
- René-François Halligon (1730-1739)
- Pierre-Félix d'Oultremer du Margat (1739-1767)
- Joseph-Jean Le Barbier (1768-1792)
- Joseph-Elisabeth Lanjuinais, jansenista (1792-1793)
- Jean Olliviero (1803-1825)
- Michel Beaulieu (1825-1848)
- Joseph Thébault (1848-1860)
- Jean-Marie Lelièvre (1860-1891)
- Théodore Hévin (1891]] – 18 de marzo de 1926)[55]
- Marie-Joseph Lagrée (1926– 17 de diciembre de 1938)[56]

## Heráldica

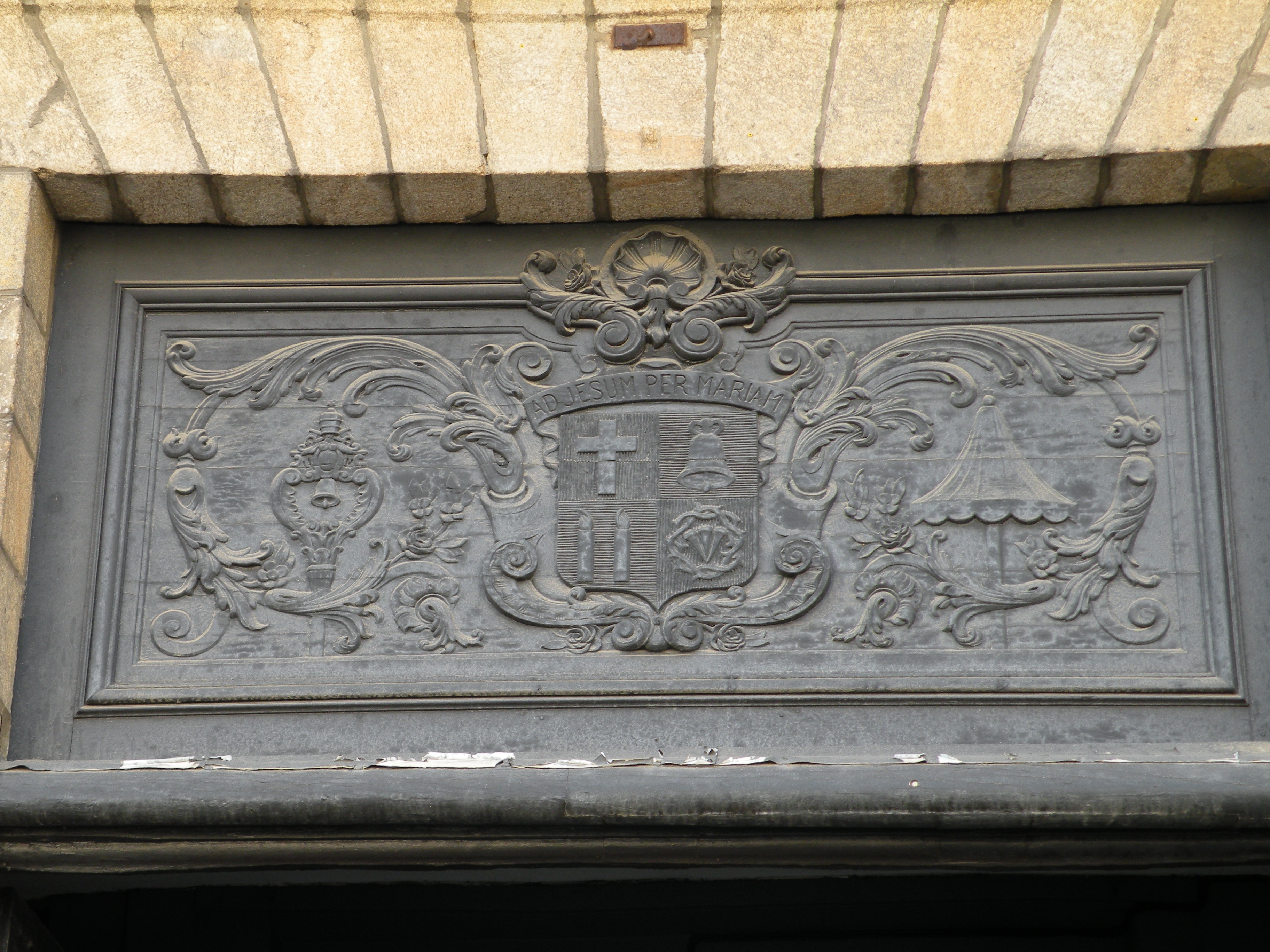
Imposta de la puerta principal.

Como una basílica menor, Saint-Sauveur tiene derecho a tener su propio escudo de armas. Esto se refleja sobre todo en el travesaño de la puerta principal y en una vidriera.
Blasonamiento

Acuartelado, el primero de gules con una cruz latina de plata, el segundo de azur con una campana de plata, el tercero de azur con dos cirios de plata y cuarto de gules con la corona de espinas de plata y tres clavos, también de plata.

## Arquitectura

### Exterior

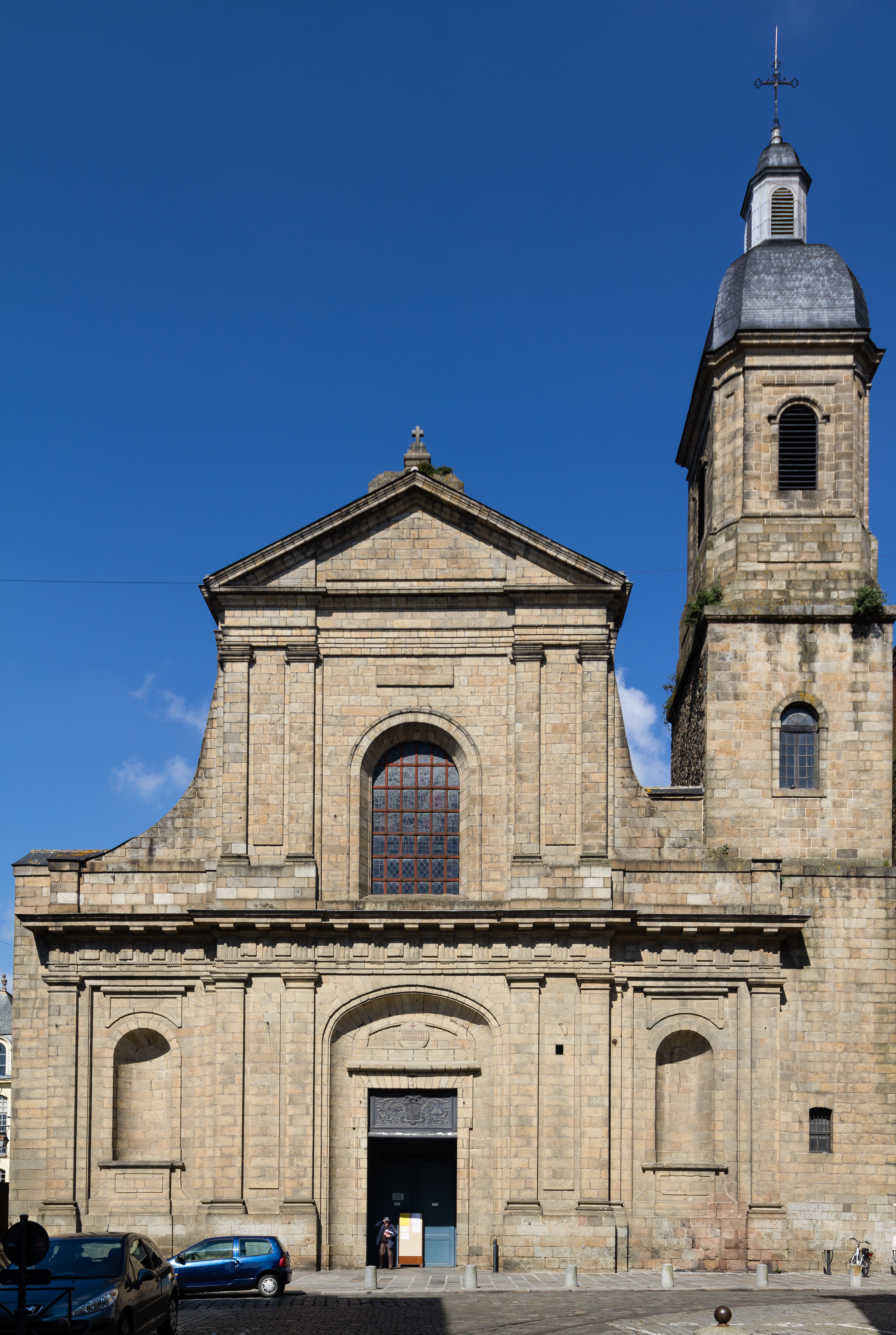
Fachada y torre contigua.

El estilo exterior del edificio recuerda, en menor escala, al de la iglesia del Gesù de Roma o a Notre-Dame-des-Victoires en París. Es de superficie modesta —43 m × 26 m— y tiene forma de cruz latina con una nave de tres tramos y dos laterales, un ábside inclinado y un transepto poco saliente.
Si el proyecto original preveía un pórtico muy prominente apoyado en dobles columnas, el incendio de 1720 obligó a un cambio de planes para la fachada: el pórtico definitivo con pilares geminados sobresale poco de la fachada; en definitiva, es mucho más modesto. La puerta tiene un dintel con platabandas y está coronado por una arco carpanel en cuyo tímpano lleva el nombre de la iglesia —«CHRISTO SALVATORI», 'Cristo Salvador'—. Un dintel lleva el escudo de armas y el lema de la iglesia: «Ad Jesum per Mariam» (A Jesús por María). A cada lado tiene dos nichos semicirculares enmarcados mediante columnas que tenían la finalidad de sostener estatuas, pero se dejó vacío. Sobre un friso desnudo coronado por una cornisa, el segundo nivel no tiene más que una gran ventana abierta cimbrada entre dos pares de columnas y dos aleros decorativos. Por último, los arquitrabes pareados soportan un frontón triangular coronado con un pináculo terminado con una cruz. El conjunto es de estilo toscano. Esta fachada «a la italiana» tiene estilos superpuestos, un recurso típico del siglo XVIII, que se encuentran en otros edificios contemporáneos como la iglesia de Val-de-Grace, Notre-Dame-des-Victoires, Cloître et église des Billettes o la Iglesia de Santo Tomás de Aquino en París. En Rennes se construyeron otros dos edificios con una fachada del mismo estilo: la iglesia del Convento de la Visitación en 1662 y la iglesia del Convento Agustino —ahora iglesia Saint-Étienne de Rennes— en el año 1700.
Hay una torre adyacente en la fachada norte. La planta baja y el primer piso son de planta cuadrada y las esquinas del segundo nivel están achaflanadas. La torre está coronada por una cúpula con lucernarios sobre la que se apoya una cruz.
Las fachadas norte y sur tienen dos hileras de ventanas en arco sin parteluz que iluminan las naves laterales y la parte alta de la nave así como cada tramo de ella y el coro. Los contrafuertes cóncavos que llevan los pináculos se elevan desde abajo y separan los tramos de la nave. Los muros que rodean los brazos del templo también están dotados de ventanas a cierta altura, pero los muros norte y sur del transepto son ciegos.
La techumbre de la nave principal es de dos vertientes con unos paramentos muy empinados. El final del techo es «a cuatro aguas» sobre el ábside y los extremos de los brazos. Los pasillos tienen un techo a una vertiente de pequeña pendiente. El conjunto se cubre con pizarra. La torre-lucernario está sobre el crucero del transepto. Una cornisa con canecillos corona todo el edificio.

### Interior

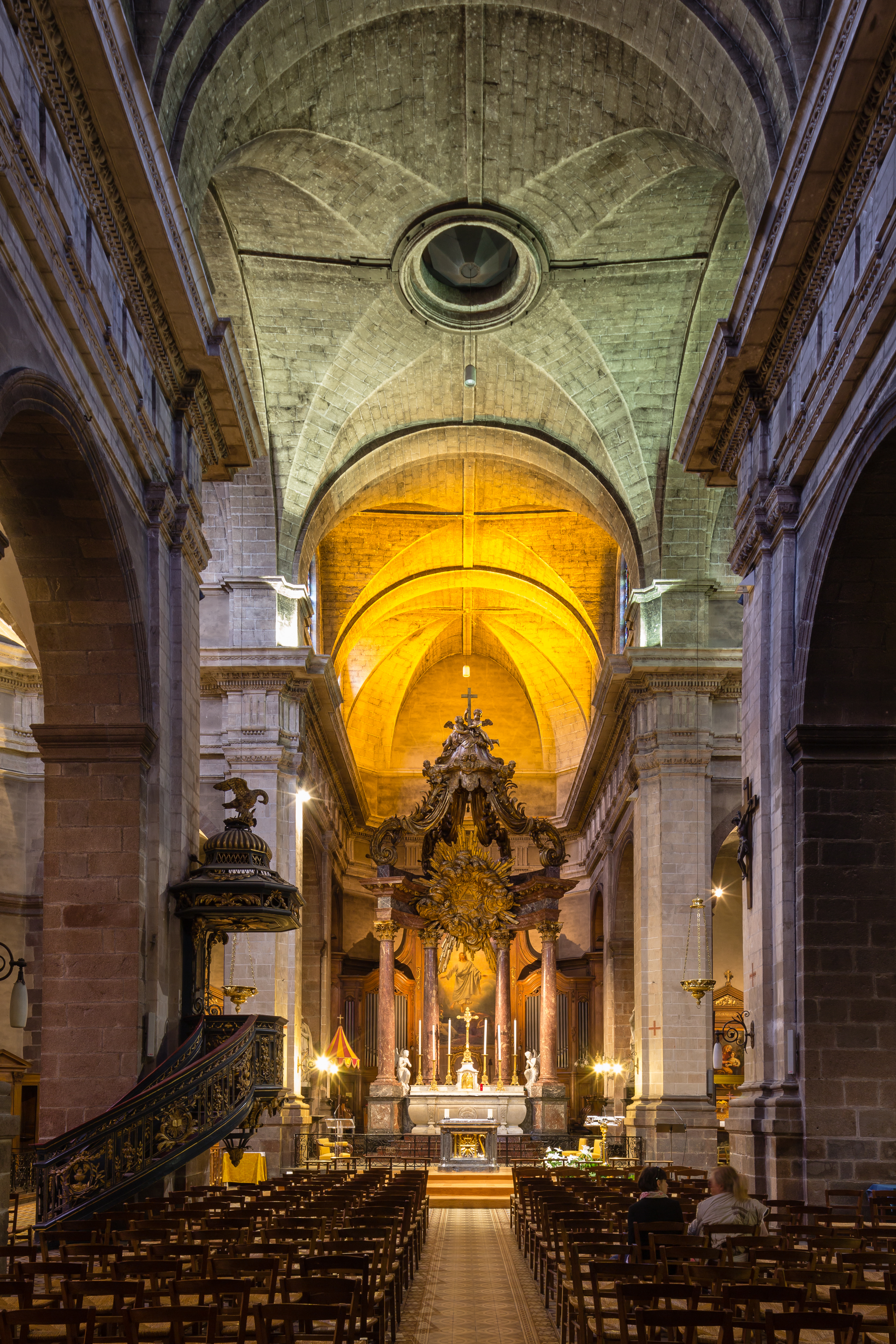
Imagen de la nave central de la basílica tomada de la entrada. El coro está muy iluminado. Nave y coro.

La basílica se compone de un nave central con dos naves laterales, un transepto estrecho, un coro corto y un ábside sin deambulatorio ni absidiolo. La nave cuenta con tres tramos y uno para el coro. Los dos primeros tramos transversales de la planta baja de la nave norte son un poco más largos. El primero contiene las pilas bautismales y el segundo, los confesionarios. El segundo tramo de la nave lateral sur se amplió a principios de siglo XX para acoger la capilla de Nuestra Señora de los Milagros.Blot, 2006 Las naves laterales se comunican con la nave central y el transepto mediante arcadas de medio punto apoyadas en columnas cuadradas. Cada cara de estas columnas está adornada como una columna dórica. La nave sur tiene una vidriera en cada tramo. La nave lateral norte tiene dos vidrieras y el primer tramo es contiguo a la torre. El tramo del coro tiene una única vidriera en el lado sur; el muro norte es ciego y está tapado por un dibujo en el que se percibe una cierta ilusión óptica.
A lo largo de la nave hay un friso con triglifos y capiteles y está coronada por un cornisa  con dentículos a lo largo de la nave, crucero y coro. La nave está cubierta por grandes lucernarios dispuestos por parejas: uno por cada tramo entre la nave y el coro y otro para los tramos al este y al oeste de cada crucero.
Los arcos, incluidos los de las naves laterales, son bóveda de aristas sin nervadura, con arcos que separan cada tramo. Un óculo corona la crucería del transepto.

La iglesia de Saint-Sauveur, sin tener nada de extraordinario, creo que es lo más bonito de Rennes. Una mala imagen representa a la Virgen preservando la «plaza des Lices» del incendio de la ciudad, que no fue alcanzado por el fuego. Es una ofrenda hecha por los habitantes de la zona a salvo. Un hermoso baldaquino soportado por cuatro columnas de mármol Sanint Berthevin, con una hermosa silla de hierro, hace que sea de lo más curioso del interior.
Regis Jean François Villiers Vaysse Itinerario descriptivo o descripción de carreteras, geográfico, histórico y pintoresco de Francia e Italia,en 1822

No hay nada destacable más que la decoración interior: un altar coronado por un dosel sostenido por cuatro columnas de mármol; un púlpito y una puerta, magnífico trabajo de cerrajería; una buena copia de la Transfiguración de Raphael, y la imagen ofrecida por los habitantes de la calle y la plaza de Saint-Michel,  representando de la Virgen y el Niño Jesús preservando del incendio de 1720 al distrito de Lices.
Adolphe Orain Guía del autoestopista y Rennes y sus alrededores , en 1867.

#### Galería de imágenes de altares secundarios y capillas

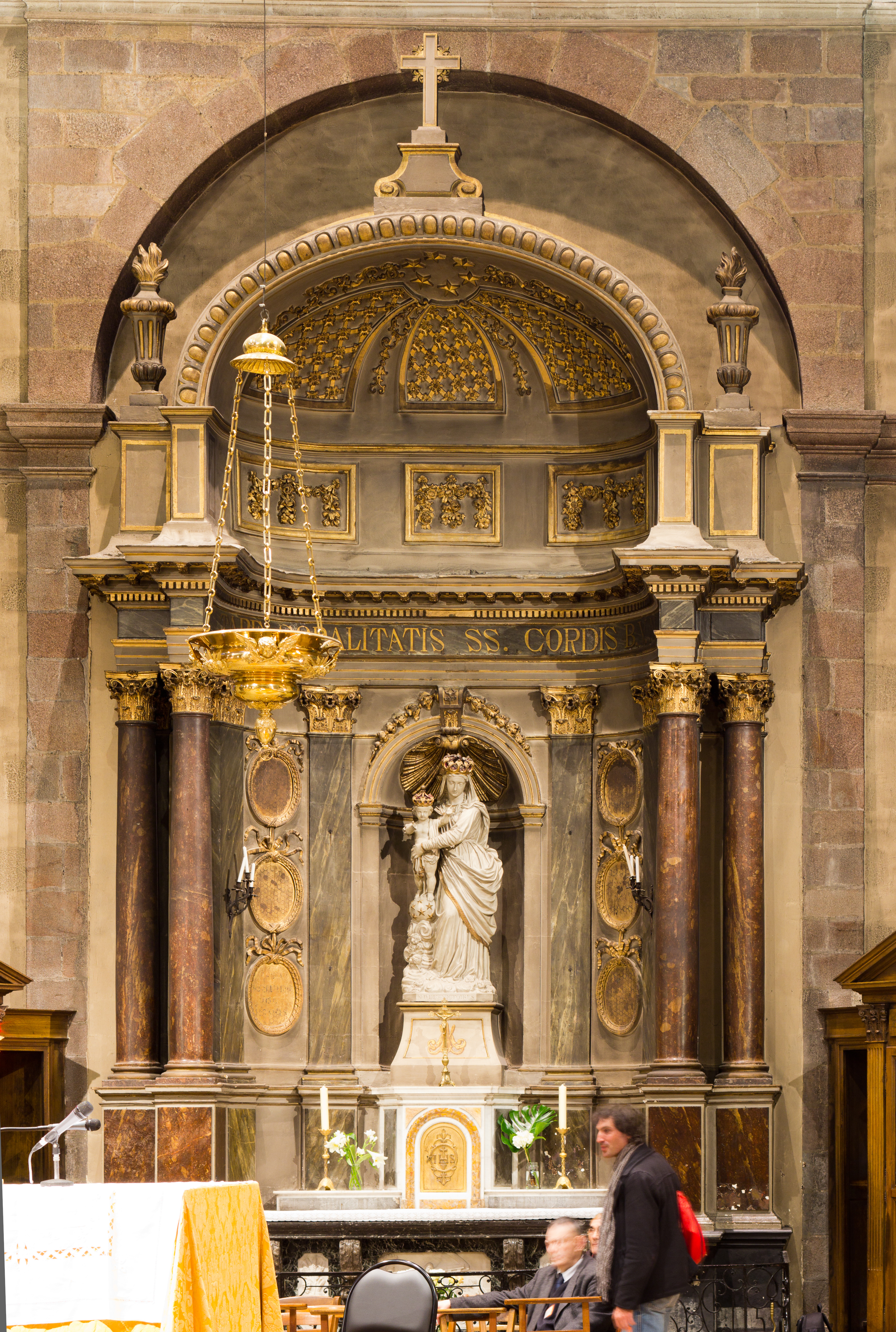
Altar de la Virgen.
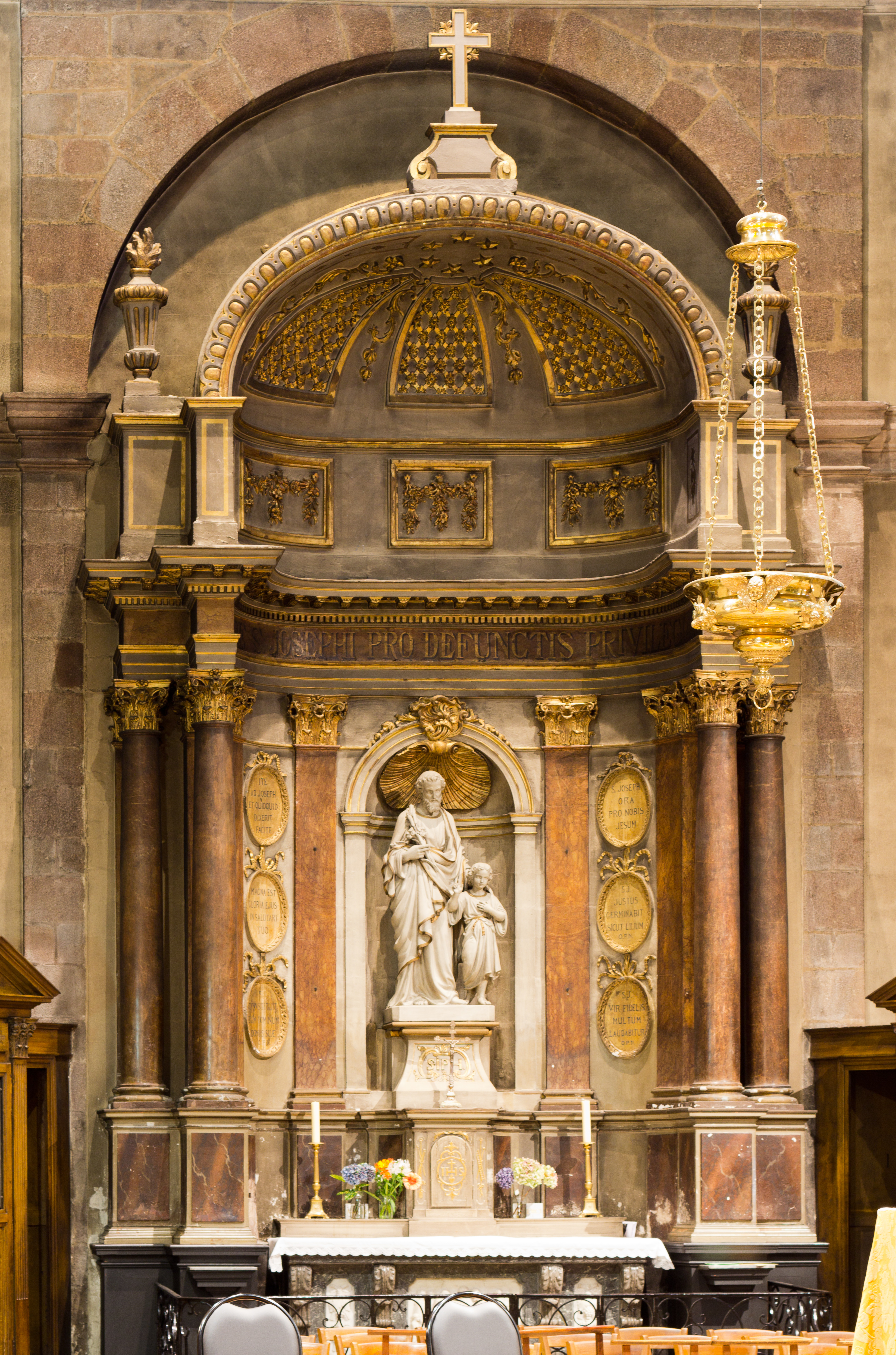
Altar de San José.
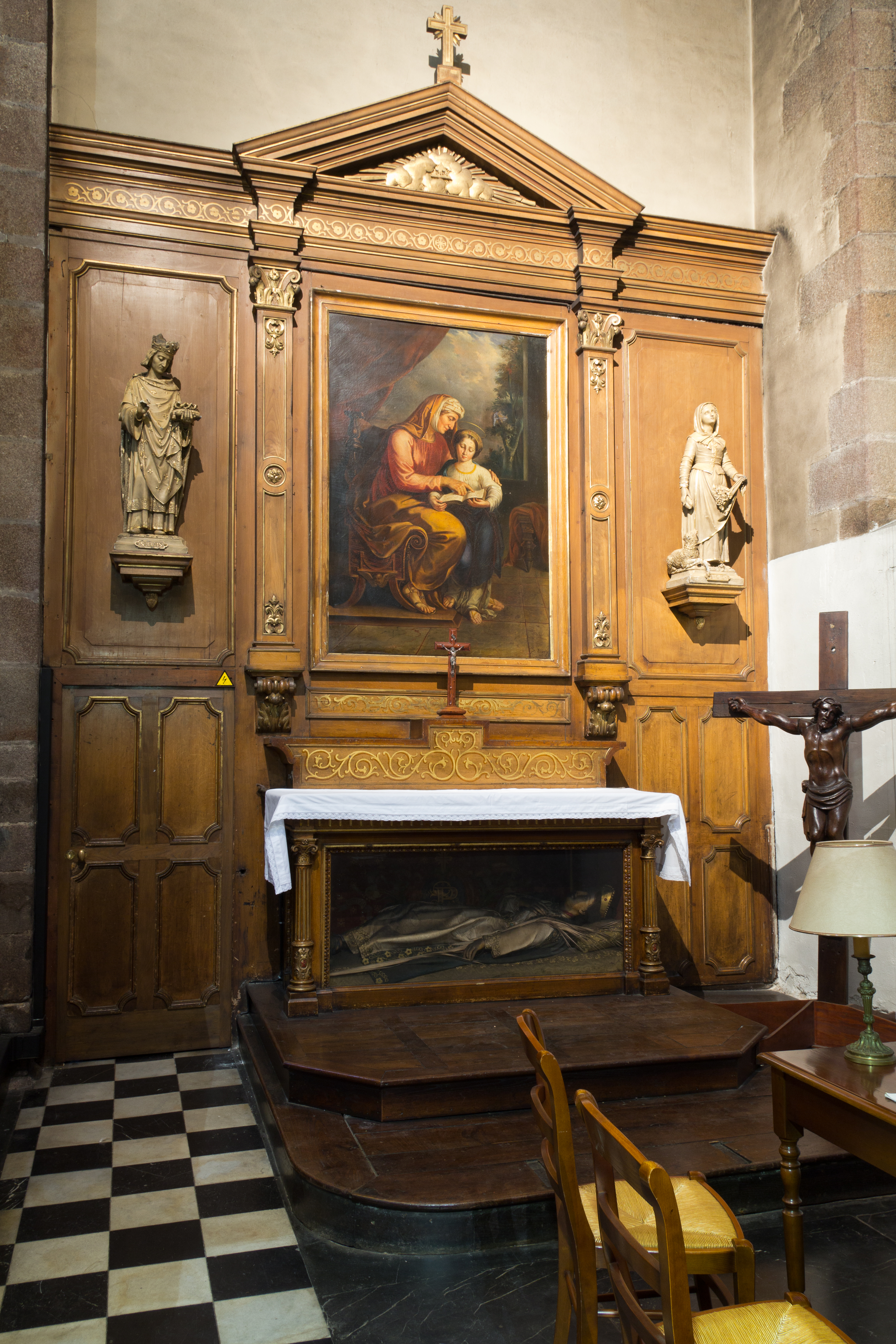
Altar de San Luis y Santa Ana.
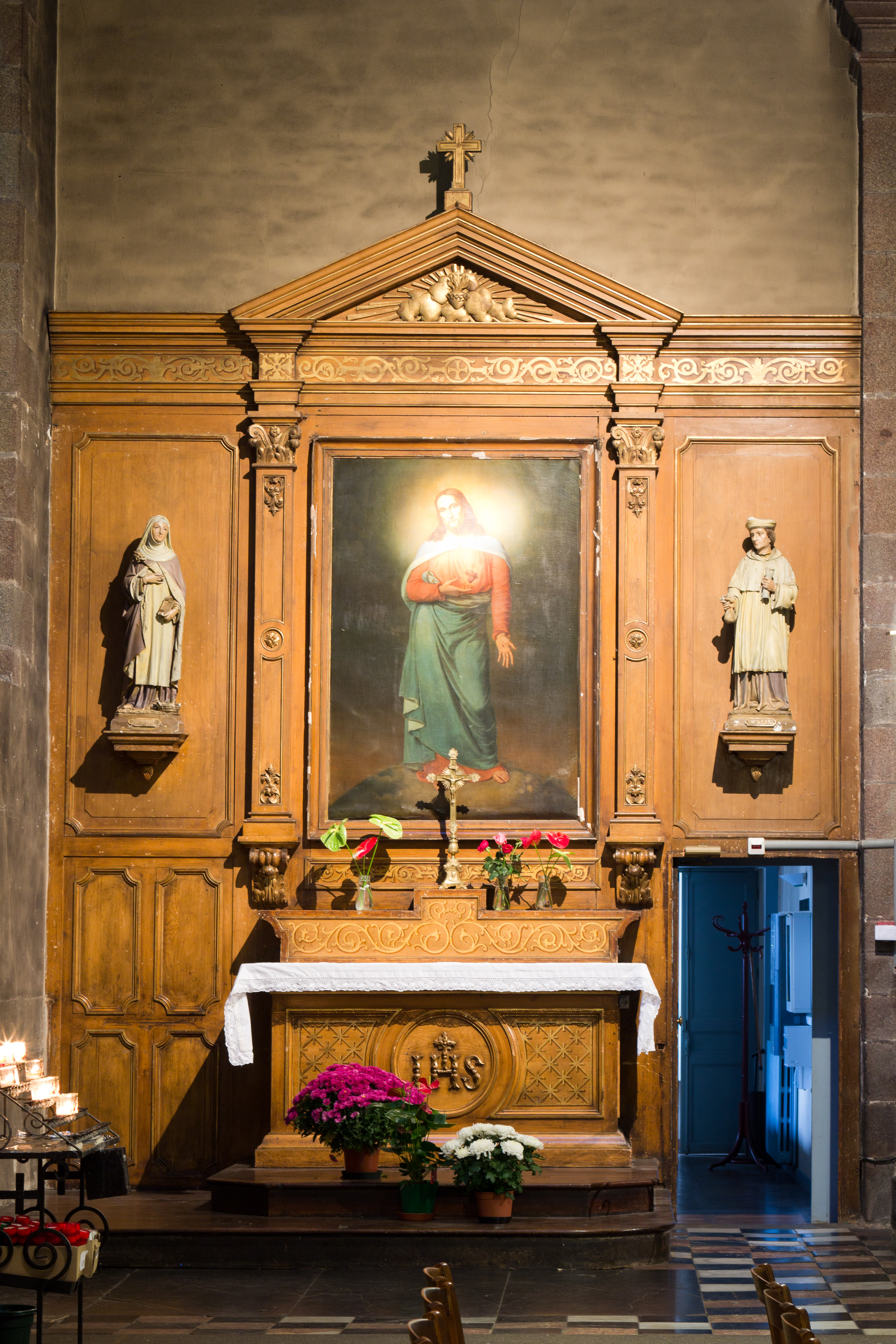
Altar del Sagrado Corazón.
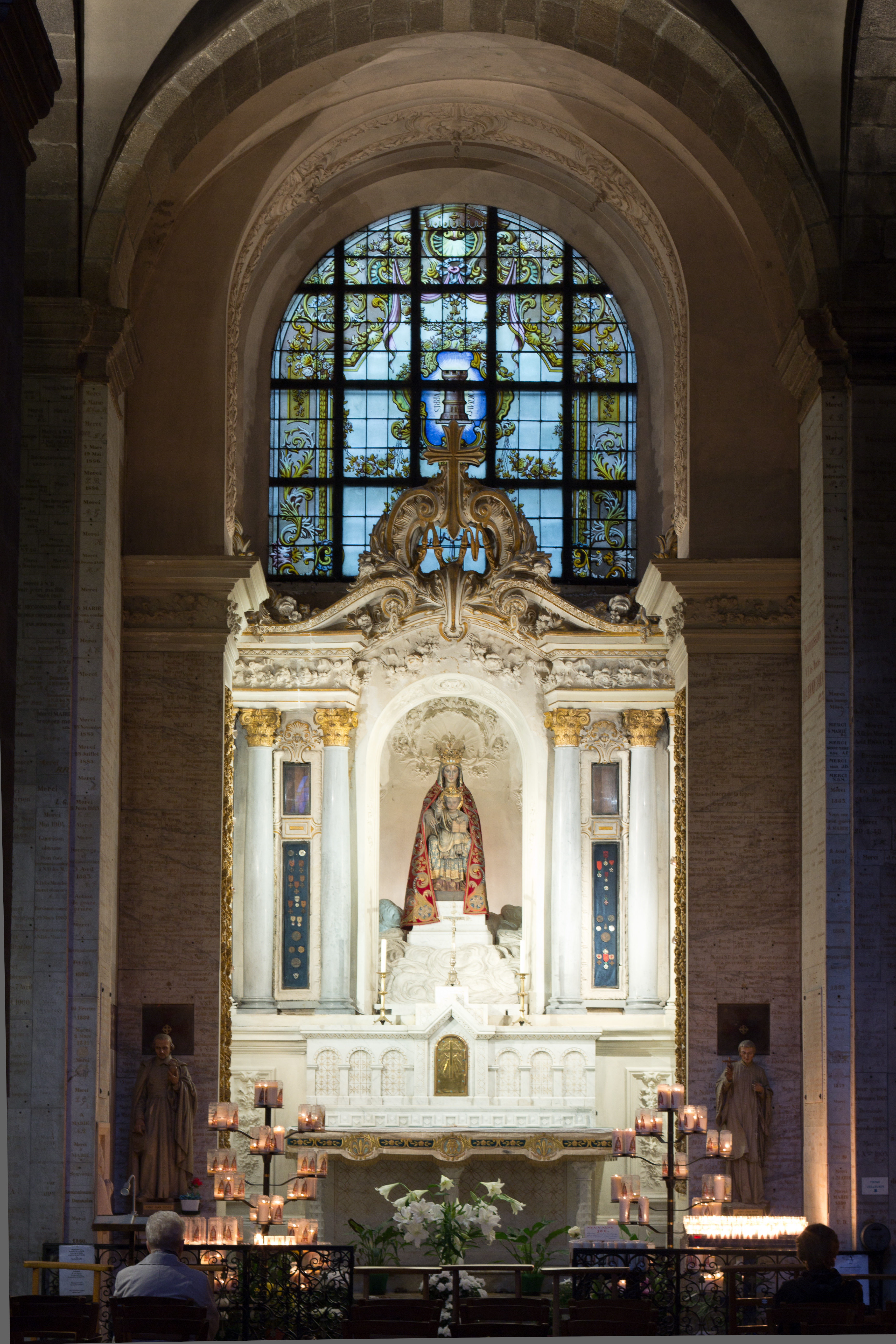
Capilla de Nuestra Señora de los Milagros y Virtudes.

#### Altar mayor, púlpito y cerramiento de las fuentes bautismales

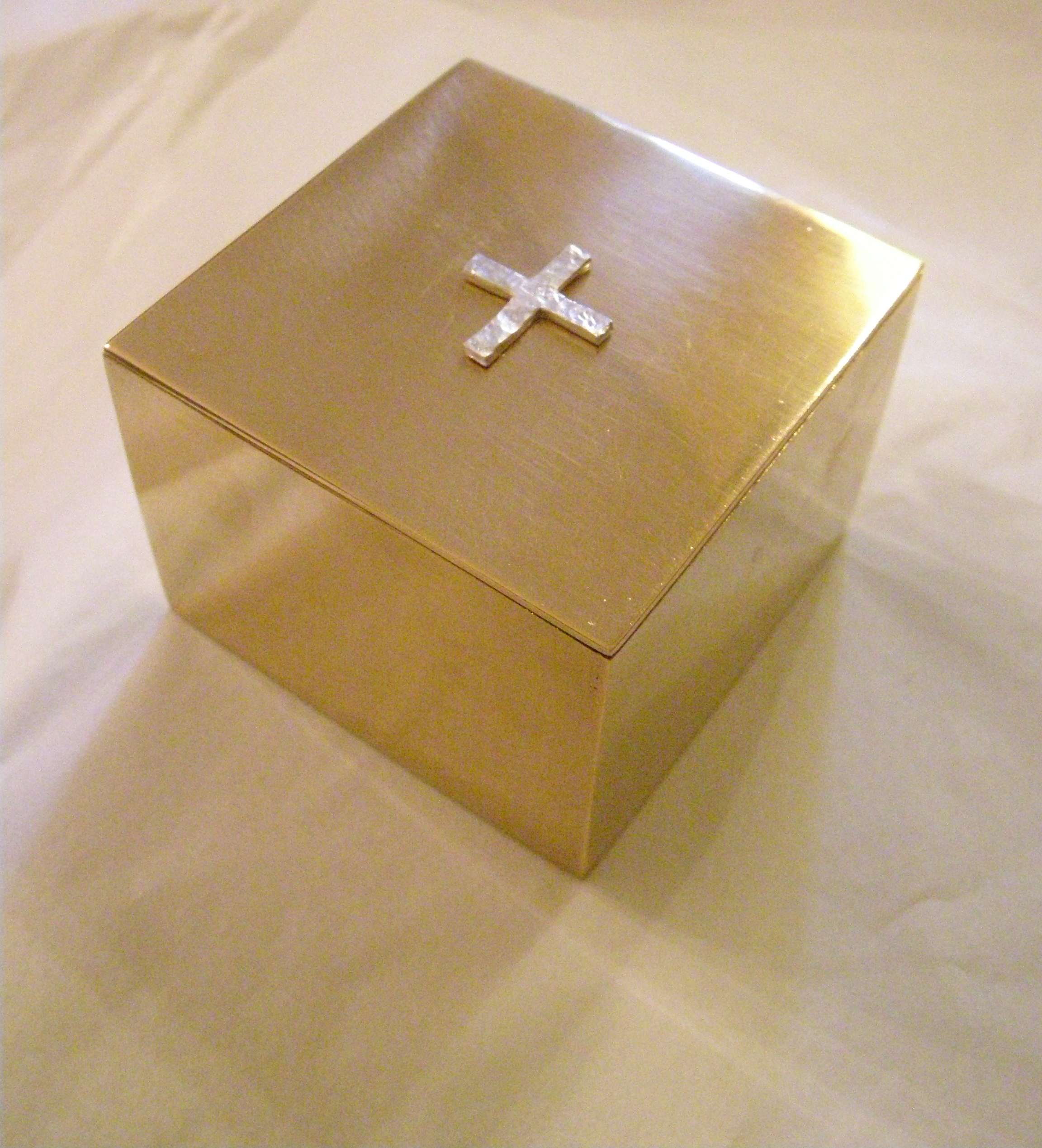
Relicario del nuevo altar en latón dorado con una cruz de plata maciza cincelado sobre le cubierta. Realizado por Christophe Evellin.

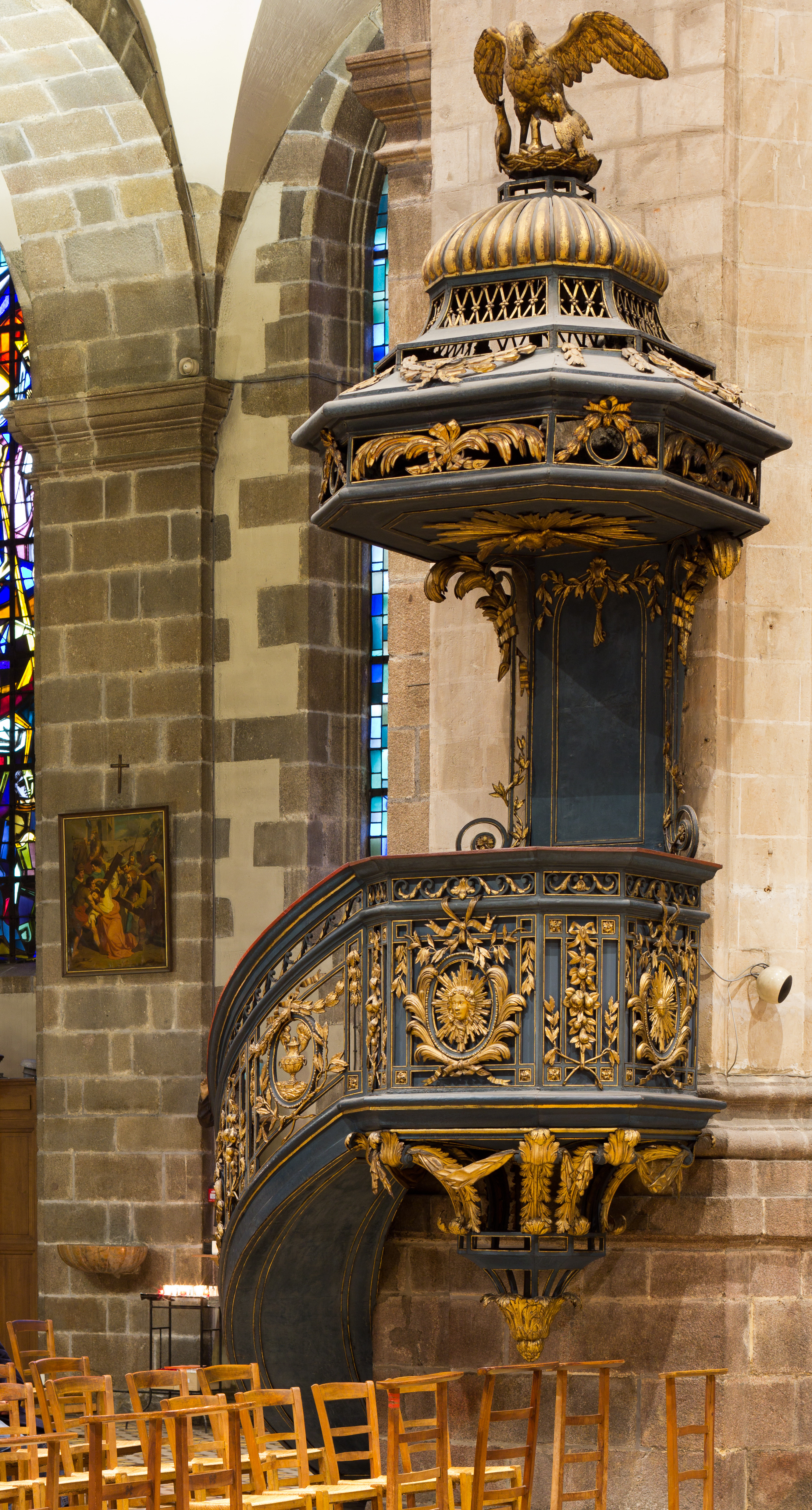
Púlpito en hierro forjado, contiguo a una columna.

El altar mayor está cubierto por un baldaquino realizado en 1768 según los planos de Albéric Graapensberger. Cuatro columnas corintias en mármol de Saint-Berthevin sostienen una cornisa cóncava cuya decoración es similar al mármol de las columnas. Sobre la cornisa descansan cuatro volutas doradas que sostienen un dosel. Una gloria trinitaria, realizada en cartón dorado, ocupa el volumen central, al nivel de la cornisa. En el fondo del ábside hay una tela que representa la transfiguración de Jesús. Fue realizada a medida por el pintor Jean-Bruno Gassies en 1824 y se integró en la perspectiva del baldaquino a pesar de su alejamiento relativo del coro. El propio altar mayor es posterior al baldaquino y fue realizado en 1829 por el marmolista François Depincé.
Albéric Graapensberger es también el autor de los modelos de los motivos que adornan el púlpito contiguo a la columna suroeste del coro. Este púlpito, en hierro forjado pintado y dorado, fue realizada en 1781 por el forjador Jean Guibert. Está ricamente decorado y la cúpula que lo cubre tiene numerosas figuras decorativas: un medallón rodeado de palmas y cintas, con hojas caídas y frutas, volutas y guirnaldas de laureles. El tornavoz está bajo una cúpula gallonada; el fondo está decorado con hojas de acanto.
Después de las Navidades de 1975 se instaló un altar «cara al pueblo» en el transepto claramente separado del coro. A finales de 2011 se sustituyó el mobiliario del altar original por uno nuevo. El nuevo altar está hecho con mármol y acero inoxidable, en armonía con el mobiliario existente. Cada cara lleva un monograma: «IHS» frente a la nave, como recordatorio de la dedicación de la basílica, el crisma rodeado por las letras «α» y «ω» frente al coro, «MA» frente al altar de Nuestra Señora de las Victorias y «JPH» frente al de san José. Las reliquias de san Melaine están situadas sobre una mesa. El altar tiene un nuevo ambón . El conjunto fue realizado por las empresas Crézé (cerrajero artístico), Joubaud (marmolista) y Christophe Evellin (relicario). El altar fue dedicado y el ambón bendecido por Monseñor  d´Ornellas el 17 de diciembre de 2011.

#### Estatua de Nuestra Señora de los Milagros y Virtudes

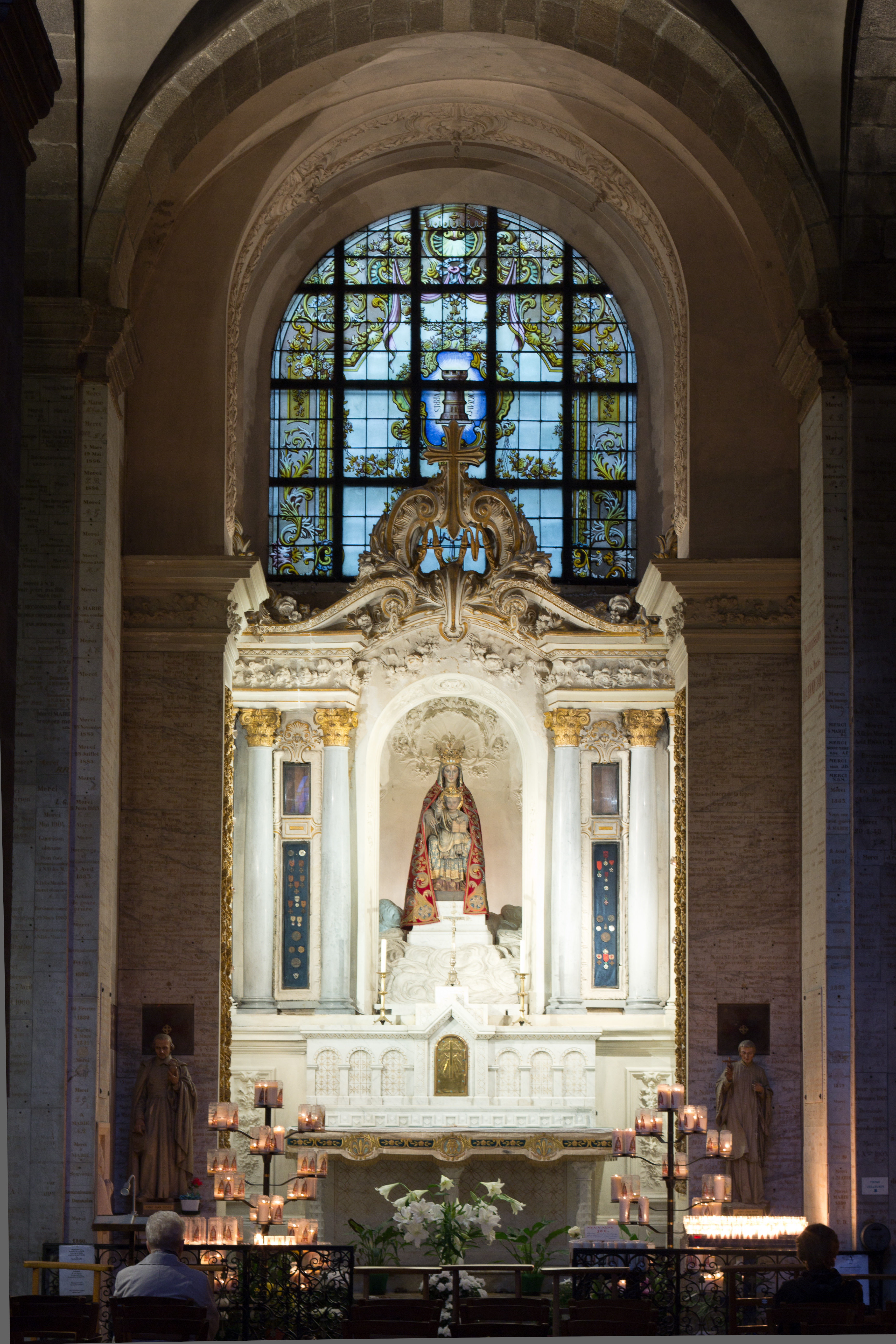
Capilla de Nuestra Señora de los Milagros y virtudes.

La estatua de Nuestra Señora de los Milagros y Virtudes, llamada frecuentemente Nuestra Señora de los Milagros, es una Virgen con Niño. Ya se  mencionaba en el siglo XIV, en el marco de un milagro que ocurrió durante un asedio a la ciudad. Se trataba de una escultura de madera pintada. Fue repintada en 1445 y posteriormente se restauraron sus manos en 1522. El padre Fautrel la describió así en 1658:

Y, por decir algo en particular  de la imagen de la Virgen de Saint-Sauveur, es sólo una madera sencilla, que fue algo enriquecida con un  dorado, más por su conservación que por su embellecimiento. Es cierto que su forma muestra su antigüedad; pero, sobre todo, muestra cierto aire de devoción que se , que no tiene nada extraordinario, y es una figura sentada de mediana importancia, que toma su Cristo en su regazo, apoyando suavemente el mano izquierda ; en términos de la mano derecha, había una vez colocado en el pecho, que nos dice la tradición, que ve, ahora, individual, mostrando directamente sus primeros tres dedos, la ubicación la mía (que es hacia el centro, lejos de diez a doce pasos), ya que no hay apariencia de que fue tallada; pero, en la memoria del milagro, que se mantuvo así.
Georges Fautrel

El incendio de 1720 destruye en parte la iglesia en el transcurso de reconstrucción pero ahorra la estatua. Ésta está transportada a la capilla de las Augustins (resultado teatro del Viejo Saint-Étienne) hasta su regreso a Santo-Sauveur en 1731.
Durante la Revolución, mientras que la iglesia acoge el culto revolucionario, la estatua es détruite,. No está reemplazada que en febrero de 1876 a la iniciativa y sobre los fondos del abad Lelièvre. La nueva estatua, realizada por el escultor rennais Charles-Pierre Goupil, está hecha de bosque y de piedra, en el estilo néoroman. El pintor décorateur rennais Auguste Louis Jobbé-Duval realiza la decoración polychrome. Está ubicada sobre un nuevo altar de mármol de estilo néoroman, realizado por Folliot. Una vidriera realizada por Lucien-Léopold Lobin hace cara y recuerda la escena del milagro. El arzobispo de Rennes, Auguste-René-Marie Dubourg, obtiene el colofón de la estatua lo 25 de marzo de 1908. Un retablo rococó está realizado en 1912 por Charles Couasnon, con ocasión de la ampliación de la capilla, resultada demasiado exiguë. El chanoine Louis Razón hecha la descripción siguiente de la estatua:

La Virgen está sentada "en majestad". Sus hombros están cubiertos con la capa azul y la cabeza con un velo blanco, una diadema remató con remates elegantes, decorado con piedras preciosas. El vestido azul está semioculta por un peplum, rojo pálido, que termina en un rico bordado. Los pies de la Virgen están calzados con zapatillas rojas adornadas en medio de una trenza de oro. Con la mano izquierda, la Virgen sostiene al Niño Jesús. La mano derecha se baja. El índice se está moviendo hacia la tierra, después de los datos tradicional. El Niño Dios descansa en el regazo de su madre. Su cabeza está rodeada por un halo circular y cruciforme. Sus pies están descalzos. Estos dos atributos que recuerdan a su divinidad, siguiendo las reglas de la iconografía. En su mano derecha, bendijo, la forma en América. Desde la izquierda, es compatible con un gran libro abierto en su regazo y la presentación de un texto del Magnificat
Louis Razón

#### Órganos
Dos orgues se encuentran en la iglesia: un orgue de chœur y un orgue monumental en tribuna.
Órgano del coro
El órgano del coro está formado dos cuerpos simétricos ubicados en oblique. Cada cuerpo comprende dos planas-caras, respectivamente de trece y tres tubos. Los cuerpos están superados sombreros de gendarme adornado de una cáscara. Es el premier orgue a transmisión eléctrica instalada en Rennes. Construido por Louis Debierre y recibido el 11 de marzo de 1894, está inaugurado por los organistes de la catedral, Eugène Henry y Louis Lepage, y por el maestro de capilla de la iglesia, el abad Damour. El orgue está adaptado durante varias campañas conducidas por la casa Merklin y Yves Severa, al curso desquelles la transmisión eléctrica está reemplazada por una tracción neumático.
| I – Gran órgano Do1-Sol5 | II – Sonido de fondo Do1–Sol5                                          | Pedal Do1–Fa3                                         |
| --- | ---------------------------------------------------------------------- | ----------------------------------------------------- |
| Bordón 16 Reloj 8 Bordón 8 Salicional 8 Prestant 4                                                                          | Cor de nuit 8 Flauta armónica 8 Gambe 8 Voz celestial 8 Do5 Trompeta 8 | Soubasse 16 (prestaciones del órgano grande) Octava 8 |
| Tirasses I et II, acoplamientos II/I en 16 y 8, appel anche récit, trémolo récit, expression par bascule. Diapasón : 436 Hz |                                                                        |                                                       |

Orgue de tribune

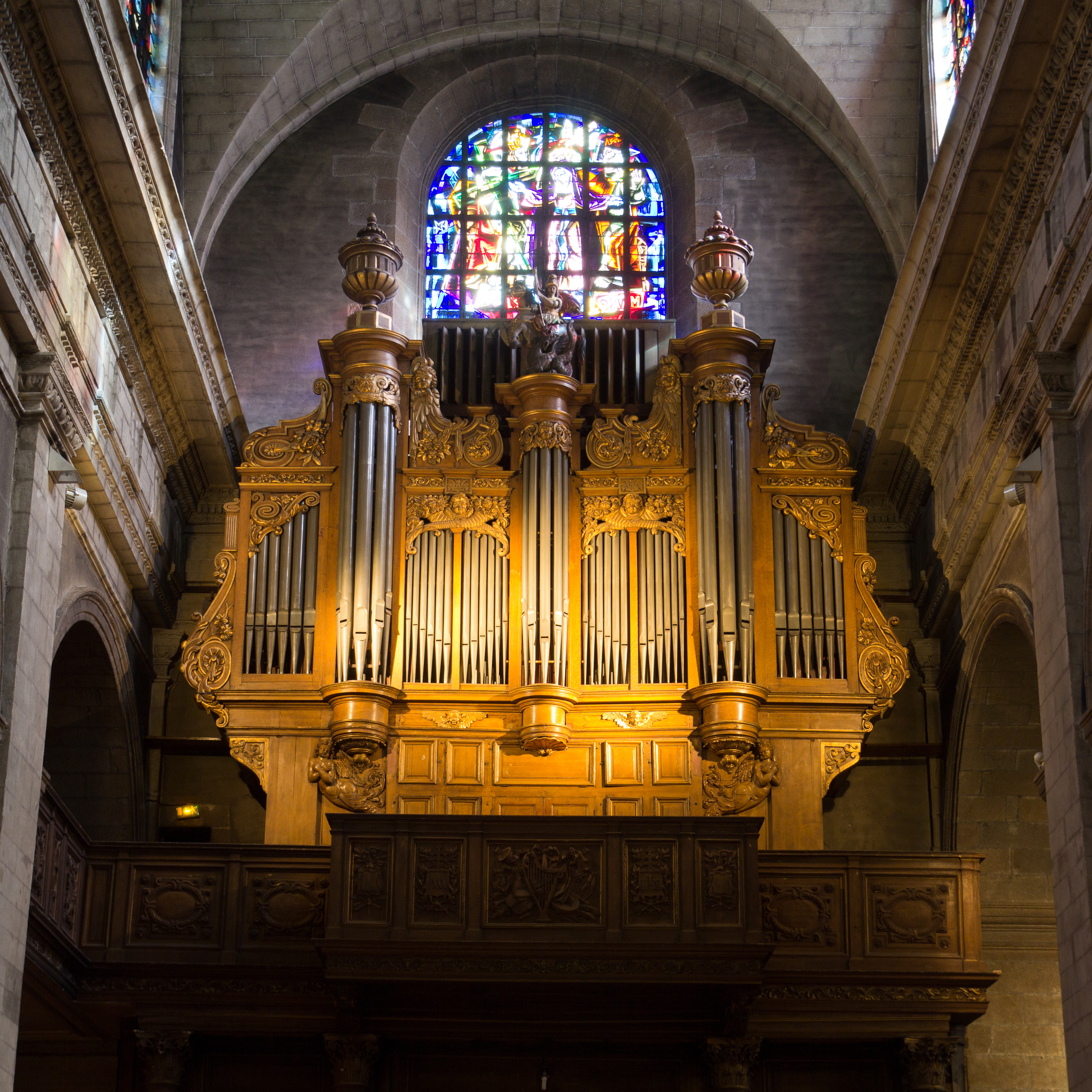
Fotografía del bufé del órgano galería. Sólo la tubería es visible, la consola está oculta por una balaustrada. El bufé incluye dos simétrica cara plana. La ornamentación de madera, dorado, utiliza patrones de querubines y cornucopias. Las torretas de las caras son con un brasero de cima plana, mientras que la torre central tiene una escultura de San Jorge matando al dragón. Todo oscurece la parte inferior del frente de la bahía; la parte superior de la ventana permanece visible.

El orgue de tribuna fecha del xvii El bufé a postigos pintados es en roble (parte central) y abeto (alas) sculptés en el estilo Louis XIV. Cuenta cuatro planas-caras de seis, doce, doce y seis tubos, separadas por torretas de cinco tubos. Los planas-caras están superadas de volutes en amortización, las claras-vías comportan motivos de cuernos de abundancia y de cabezas de angelots. La torreta central está superada de una estatua de santo Georges que cava el dragón, las torretas laterales de tarros a fuego a godrons. El juntos está pintado en imitación roble que recobra los polychromies de origen.
El orgue está construido de 1653 a 1655 e instalado a la abadía Santa-Georges por Jacques Lefebvre, Pierre Désenclos y Coquillar. Su bufé está realizado por Jean Mongendre. El orgue está levantado desde 1658, después todavía en 1662. Paralelamente, la iglesia Santa-Sauveur instala un orgue en el bajo de la nef en 1493. Está rehecho a nuevo en 1536 y 1590, después está reemplazado hacia 1650 por un nuevo orgue construido por Nicolas Bricet e instalado en la tribuna del fondo. Su bufé es agrandado luego en 1654 por Julien Brillet. Este orgue es destruye en 1682 durante el derrumbamiento de una parte de la iglesia. Cuándo comienza la Revolución, la iglesia recientemente reconstruite no posee de orgue. Con la nacionalización de los bienes de la Iglesia, la orgue de la iglesia Santa-Aubin está atribuido pero la parroquia demanda, sin éxito, a intercambiarlo para aquel de los Carmes o de los Cordeliers. Compra finalmente la orgue de la abadía Santa-Georges, igualmente puesto en venta.
La transferencia está realizado por Pierre Tessier el 7 de agosto de 1792. Agranda la tribuna para acoger la orgue y añade los tarros a fuego a las torretas laterales. Guillaume Cateline remonta el bufé rehaciendo los dorures. El orgue es totalmente reconstruit entre 1865 y 1866 por la casa Merklin-Schütze añadiendo de las alas al bufé. El orgue reconstruit está inaugurado el 7 de agosto de 1866 por Gabriel Fauré, que fue organiste de la iglesia de 1866 a 1870. El orgue es levantado todavía en 1906 por Merklin después en 1933 por Víctor González y la casa Bossard-Bonnel. Othon Wolf #modificar en 1955. Finalmente, la Dirección regional de los Asuntos culturales manda su restauración por Lucien Simon entre 1991 y 1992. Está restablecido a su estado según la reconstrucción por Merklin, con el mantenimiento de la voz celeste y de la máquina neumático añadido entre tiempo
El orgue de tribuna ve sus diferentes partes protegidas al título objeto de los monumentos históricos como sigue :
- el bufé de orgue está clasificado al título objeto el 23 de julio de 1962;
- la parte instrumental está clasificada al título objeto el 30 de octubre de 1989.